# Недригайловский район
Недрига́йловский райо́н (укр. Недригайлівський район) — ликвидированное административно-территориальное образование в Сумской области Украины.

## Географическое положение
Недригайловский район расположен в центре Сумской области Украины.
С ним соседствуют
Бурынский,
Роменский,
Липоводолинский,
Лебединский и
Белопольский районы Сумской области.
Административным центром района является посёлок городского типа (c 1958 года) Недригайлов.
Через район протекают реки
Бишкинь,
Сула,
Терн,
Бобрик,
Биж,
Хусь,
Хусть,
Хорол, 
Ольшанка.

## Население
Население района составляет 23 421 человек (2019), в том числе городское — 8 396 человек, сельское — 15 025 человек. В 1979 году население района составляло 43300 человек.

## История
Первые поселенцы на территории современной Недригайловщины появились ещё в каменном веке — палеолите, то есть 15 тыс. лет назад. Найдены поселения времён позднего палеолита, эпохи бронзы (марьяновская культура), раннего железного века (скифская и черняховская культури), курганные могильники эпохи бронзы и скифских времён, остатки славянских поселений и могильников.
На поселении колочинской культуры Великие Будки в VII веке из оловянно-свинцового сплава отливали парные пластинчатые фибулы и мелкие нашивные бляшки.
Заселение Посулья активизируется в начале XI века, когда киевский князь Владимир решает построить посульскую линию обороны против набегов половцев. Считается, что именно тут находился город Попаш, который входил в Переяславское княжество. Около Терны размещался город Вьехань, городища Боярское и Бабаково. Летописные города Попаш и Вьехань впервые упоминаются в Ипатьевской летописи в 1147 году. В течение XII—XIII веков этот край входил в состав Черниговского княжества и на юге непосредственно граничил с Переясловским. В середине XIII века города Верхнего Посулья были разрушены монголо-татарами и бельше не восстанавливались. В течение примерно трёхсот лет после монголо-татарского нашествия эта территория была разорена и не имела постоянных поселенцев.
С конца XIV века эти земли входят в состав Литовского княжества, а с 1569 года и до середины XVII века западная Недригайловщина отходит к Речи Посполитой, а восточная и юго-западная часть оказываются в составе Московского царства. Только в 1647 году в соответствии и российско-польским договором о розмеживании границ Недригайлов, который был назван местечком, отошёл к России.
Восточная Недригайловщина в 50-х годах XVII века вошла в состав Сумского козацкого полка, которому подчинялись Недригайловская и Деркачевская сотня. Западная же Недригайловщина вместе с Константиновской сотней принадлежала к Лубенскому полку Гетманской Украины.
С 15 октября 1932 года[уточнить] район вошёл в новообразованную Черниговскую область в составе Украинской Советской Социалистической Республики.
10 января 1939 года Указом Президиума Верховного совета СССР район был из состава Черниговской области передан в новообразованную Сумскую область.
1 июня 1960 года к Недригайловскому району была присоединена часть территории упразднённого Смеловского района.
17 июля 2020 года в результате административно-территориальной реформы район вошёл в состав Роменского района.

## Административное устройство
Район включает в себя:
| - Поселковых советов: 2 - Сельских советов: 17 | - Посёлков городского типа: 2 - Посёлков: 2 - Сёл: 95 |

### Местные советы[8]
| - Недригайловский поселковый совет - Терновский поселковый совет - Великобудковский сельский совет - Гриневский сельский совет - Деркачовский сельский совет - Засульский сельский совет - Зеленковский сельский совет - Иваницкий сельский совет - Козельненский сельский совет - Коровинский сельский совет | - Кулешовский сельский совет - Курмановский сельский совет - Маршаловский сельский совет - Ольшанский сельский совет - Рубанский сельский совет - Сакунихский сельский совет - Томашовский сельский совет - Хоружевский сельский совет - Червонослободский сельский совет |

### Населённые пункты[9]
| с. Акименки с. Баба с. Бабаково с. Белоярское с. Берёзки с. Березняки с. Беседовка с. Биж с. Бороданово с. Бродок с. Вакулки с. Великая Диброва с. Великие Будки с. Весногорское с. Вехово с. Владимировка с. Гаврики с. Гай с. Голубцы с. Городище с. Горьково с. Гриневка с. Дараганово с. Дегтярёвка с. Дегтярка | с. Деркачовка с. Долина с. Дремово с. Закроевщина с. Засулье с. Зеленковка с. Зелёное с. Зелёный Гай с. Иваница с. Камышанка с. Кинашово с. Клин с. Ковшик с. Козельное с. Константинов с. Коренево с. Коровинцы с. Корытище с. Косенки с. Кулешовка с. Курманы с. Кушниры с. Лавровое с. Лахновщина с. Лекаревщина | с. Луки с. Мазное с. Малая Череповка с. Малые Будки с. Маршалы с. Мелешковка с. Мерки с. Муховатое пгт Недригайлов с. Нелены с. Немудруи с. Овечья с. Озёрное с. Ольшана с. Омельково с. Острый Шпиль с. Перекор с. Перетички с. Полевое с. Пушкарщина с. Пятидуб с. Ракова Сечь с. Ревы с. Рубанка с. Саево | с. Сакуниха с. Сороколетово с. Сосновка с. Спартак с. Терешки пгт Терны с. Тимощенково с. Тимченки с. Томашовка с. Тютюнниково с. Фартушино с. Филоново с. Холодное с. Холодный Яр с. Хорол с. Хоружевка с. Цибуленки с. Чемодановка с. Червоная Слобода с. Черцы с. Шаповалово с. Шкроботы с. Шматово с. Юхты |

#### Ликвидированные населённые пункты[10]
| с. Бараново с. Гавришево | с. Гай (Терновский поссовет) с. Зелёная Диброва | с. Калинов Яр с. Рудка |

## Известные люди

### В районе родились
- Денисенко, Михаил Иванович (1899—1949) — советский военный деятель, генерал-майор, Герой Советского Союза.
- Мокренко, Анатолий Юрьевич (род. 1933) — оперный певец, народный артист СССР (1976).
- Ющенко, Виктор Андреевич — 3-й Президент Украины (2005—2010 гг.).